# Cellcom Israel

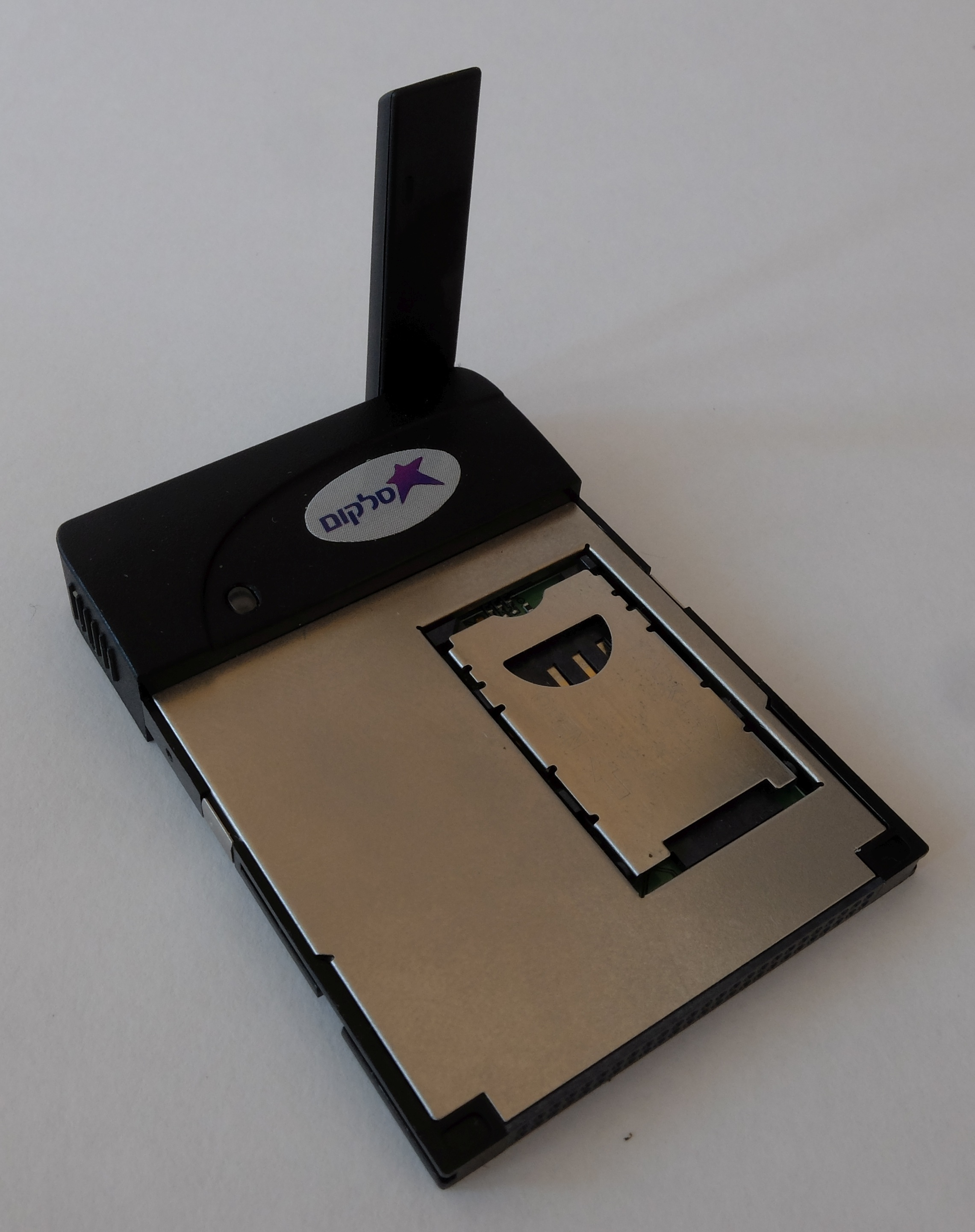
GSM/GPRS-CompactFlash-Karte mit Cellcom-Logo (ca. 2007)

Cellcom Israel Limited ist der 1994 gegründete drittgrößte israelische Mobilfunkbetreiber mit Sitz in Tel Aviv-Jaffa.

## Unternehmen
Cellcom war der erste Mobilfunkanbieter, der seine Telefonie mit hebräischem Alphabet betrieb. Im Jahre 2012 hatte das Fernmeldeunternehmen annähernd 3,4 Millionen Kunden. Die Wertpapiere der Gesellschaft werden an der New York Stock Exchange und an der Tel Aviv Stock Exchange gehandelt.